# Евдем Родоський
Евде́м Родо́ський (IV ст. до н. е.) — давньогрецький філософ, учень Арістотеля, дружив з Теофрастом. Заснував пізніше на о. Родосі власну школу на зразок перипатетичної.
У 322 році до н. е. виїхав з Афін на Родос, де читав лекції з логіки і фізики, матеріалом для яких йому послужили арістотелівські твори. Відомий своєю обробкою арістотелівської етики (Евдемова етика в 7-х книгах).
Евдему належать також перші твори з історії геометрії та історії астрономії. Ці твори дійшли до нашого часу.